# Nazionale femminile di pallacanestro di Gibilterra
La nazionale di pallacanestro femminile di Gibilterra, selezione composta dalle migliori giocatrici di pallacanestro gibilterriane, rappresenta Gibilterra nelle competizioni internazionali di pallacanestro gestite dalla FIBA. È sotto il controllo della Gibraltar Amateur Basket Ball Association.

## Formazioni

### Campionati europei dei piccoli stati
Campionato europeo FIBA dei piccoli stati Women 20124 Reyes, 5 Anthony, 6 Mauro, 7 Ocana, 8 Sene, 9 Moreno, 10 Rodriguez, 11 Martinez, 12 Gomez, 14 Gonçalves, 15 van Marlen,        All. Jason McMahon
Campionato europeo FIBA dei piccoli stati Women 20144 Ben Youssef, 5 Anthony, 6 Mauro, 7 Ferrer, 8 Sene, 9 Grech, 10 Martinez, 11 Mansfield, 12 Rodriguez, 13 Moreno, 14 Gonçalves, 15 Phillips,        All. Darren Koleing

## Nazionali giovanili
- Selezioni giovanili della nazionale femminile di pallacanestro di Gibilterra